# The Turning Point (pel·lícula de 1977)
The Turning Point és una pel·lícula estatunidenca de 1977 centrada en el món del ballet a Nova York escrita per Arthur Laurents i dirigida per Herbert Ross. És protagonitzada per Shirley MacLaine i Anne Bancroft, junt amb Leslie Browne, Mikhail Baryshnikov, i Tom Skerritt. Aquesta pel·lícula va ser nominada per onze Oscars, inclòs el de millor pel·lícula. Està basada en la família real Brown i l'amistat entre les ballerines Isabel Mirrow Brown i Nora Kaye.

## Argument
DeeDee (Shirley MacLaine) va abandonar l'empresa de ballet després de quedar embarassada de Wayne (Tom Skerritt), un altre ballarí de la companyia. Es casen i després es traslladen a Oklahoma City per gestionar un estudi de dansa. Emma (Anne Bancroft) es queda amb la companyia i eventualment es converteix en una primera ballarina i figura coneguda a la comunitat ballet.
Mentre l'empresa està de gira i realitza un espectacle a Oklahoma City, DeeDee i la família van a veure el programa i després tenen una festa posterior per a la companyia a casa seva. La reunió desperta records antics i les coses comencen a esclatar.
A la festa, l'aspirant a la ballarina / filla de DeeDee, Emilia (Leslie Browne), que també és filla d'Emma, és convidada a prendre classes amb l'empresa l'endemà. Després d'assumir la classe amb l'empresa, es demana a Emilia que s'incorpori a l'empresa però no accepta immediatament l'oferta, ja que vol pensar-la abans de prendre la decisió final. DeeDee i Wayne decideixen que DeeDee hauria d'anar a Nova York amb Emilia, que és bastant tímid i no fa amics tan fàcilment com la seva germana menor. Mentrestant, el seu fill Ethan obté una beca al programa d'estiu de la companyia, mentre que Wayne i la seva altra filla romanen a Oklahoma City.
Una vegada a Nova York, lloguen diverses habitacions al Carnegie Hall amb Madame Dakharova, una entrenadora de ballet. Emilia aviat comença una relació amb un playboy rus a la companyia, Yuri (Mikhail Baryshnikov). DeeDee s'enfronta a l'antic director de l'empresa i té una aventura amb ell, que causa conflictes entre Emilia i DeeDee. Mentrestant, Emma argumenta amb Arnold, el coreògraf, per donar-li un paper millor en el seu nou ballet, que ell es nega i dirigeix Emma a suggerir Emilia pel seu paper. També es revela que Emma ha estat veient un home casat, Carter. Durant l'assaig, Emilia té un argument amb Arnold i tempesta fora, va a un bar i es embriaga. A continuació, apareix per a la performance aquesta nit encara intoxicada i Emma s'encarrega d'ella, que enfadaria a DeeDee. Emilia pateix quan veu a Yuri involucrar-se amb un altre ballarí, Carolyn.
Emma i DeeDee eventualment entren en conflictes importants. DeeDee es ressenta que Emma aporta a Emilia, quan ha criticat a DeeDee per triar la vida familiar per sobre de la seva carrera mentre Emma va optar per no tenir fills. DeeDee acusa a Emma d'alegrar-se que va quedar embarassada, de manera que Emma podria tenir el lideratge a  Anna Karenina , que Emma admet més endavant, és veritat.
Finalment, els malentesos es resolen, amb Emma i DeeDee treballant després d'una altercació física. Emilia s'anuncia com a protagonista de la propera temporada, i ella i Yuri conformen i accepten una associació professional i res més. Deedee decideix que ella està contenta amb la seva vida i la decisió que va fer per abandonar el ballet professional per tenir una família. Emma accepta que els seus dies de presentació estan numerats i ha d'acceptar un paper diferent dins de l'empresa. Tant DeeDee com Emma passen a l'escenari junts i recorden junts.